# Arrivederci, mostro!
Arrivederci, mostro! é o nono álbum de canções inéditas do cantor italiano Luciano Ligabue. Foi lançado em 11 de maio de 2010, exatamente 20 anos depois de seu primeiro disco, Ligabue. É o primeiro álbum com canções inéditas deste o lançamento de Nome e Cognome, em 2005. Em sua primeira semana de vendas na Itália, superou a marca de 64 mil cópias vendidas.
Na música Quando mi vieni a prendere (Dendermonde 23/01/09), o cantor-compositor pela primeira vez grava alguma música de mais de sete minutos em toda sua discografia. A letra trata do ataque à creche de Dendermonde, no qual um jovem maquiado de palhaço matou dois bebês de nove meses de idade e uma professora, além de ferir mais dez crianças de até três anos. Outra canção incomum é Caro il mio Francesco, uma espécie de carta cantada, enderaçada a Francesco Guccini. Nela, Ligabue critica certos comportamentos de colegas do ramo. O rock predomina no restante do álbum. Na canção Taca Banda, o filho de Ligabue, Lenny, toca bateria pela primeira vez nos trabalhos do pai. Na gravação, o garoto tinha 11 anos.

## Faixas
1. Quando canterai la tua canzone
2. La linea sottile
3. Nel tempo
4. Ci sei sempre stata
5. La verità è una scelta
6. Caro il mio Francesco
7. Atto di fede
8. Un colpo all'anima
9. Il peso della valigia
10. Taca banda
11. Quando mi vieni a prendere? (Dendermonde 23/01/09)
12. Il meglio deve ancora venire
13. Un colpo all'anima (Versão acústica) (faixa bônus para o iTunes)